# Ferdinand Herčík
Ferdinand Herčík (6. ledna 1861 Třeboň – 26. srpna 1923 Brno) byl český malíř, architekt, ilustrátor, pedagog a vydavatel časopisu Dílo.

## Životopis
Narodil se jako první ze dvou synů Josefa Herčíka (1831-1876) a jeho manželky Anny, rozené Lannové, jeho křestním kmotrem byl matčin bratr Ferdinand Lanna, syn schwarzenberského právníka téhož jména a synovec loďmistra Vojtěcha Lanny staršího. Po otcově smrti se matka se syny Ferdinandem a Janem přestěhovala do Prahy.
Ferdinand Herčík po studiu střední školy pracoval jako technik, od roku 1880 studoval architekturu na Českem vysokém učení technickém v Praze, studia pravděpodobně dokončil, v pobytové přihlášce se označuje titulem architekt. Dále od roku 1889 studoval historickou figurální malbu na Akademii výtvarných umění v Praze u profesorů Maxe Pirnera, Václava Brožíka a Vojtěcha Hynaise. V roce 1899 obdržel stipendium Josefa Hlávky na studijní pobyt v Paříži, který strávil v Espace Eiffel Branly.
Maloval, vyučoval kreslení, vydával výtvarný časopis Dílo.
Dne 21. listopadu 1903 se v kostele sv. Václava na Smíchově oženil s Marií Mandlovou (* 1872), která pracovala jako modistka. Na podzim roku 1905 se přestěhovali do Brna, kde Herčík v letech 1905-1923 vyučoval kreslení na české technice a byl jmenován profesorem.

## Dílo
Maloval figurální kompozice. Věnoval se také kresbě, ilustracím do časopisů a vytváření map. Jeho stěžejním dílem je šest monumentálních nástěnných kompozic Alegorie uměleckých řemesel, a to Zlatnictví, Kovářství, Grafické umění, Sochařství, Sklářství a Keramika, namalovaných v letech 1899-1900 na stěnách schodiště Uměleckoprůmyslového musea v Praze, mezi druhým a třetím poschodím.

## Galerie

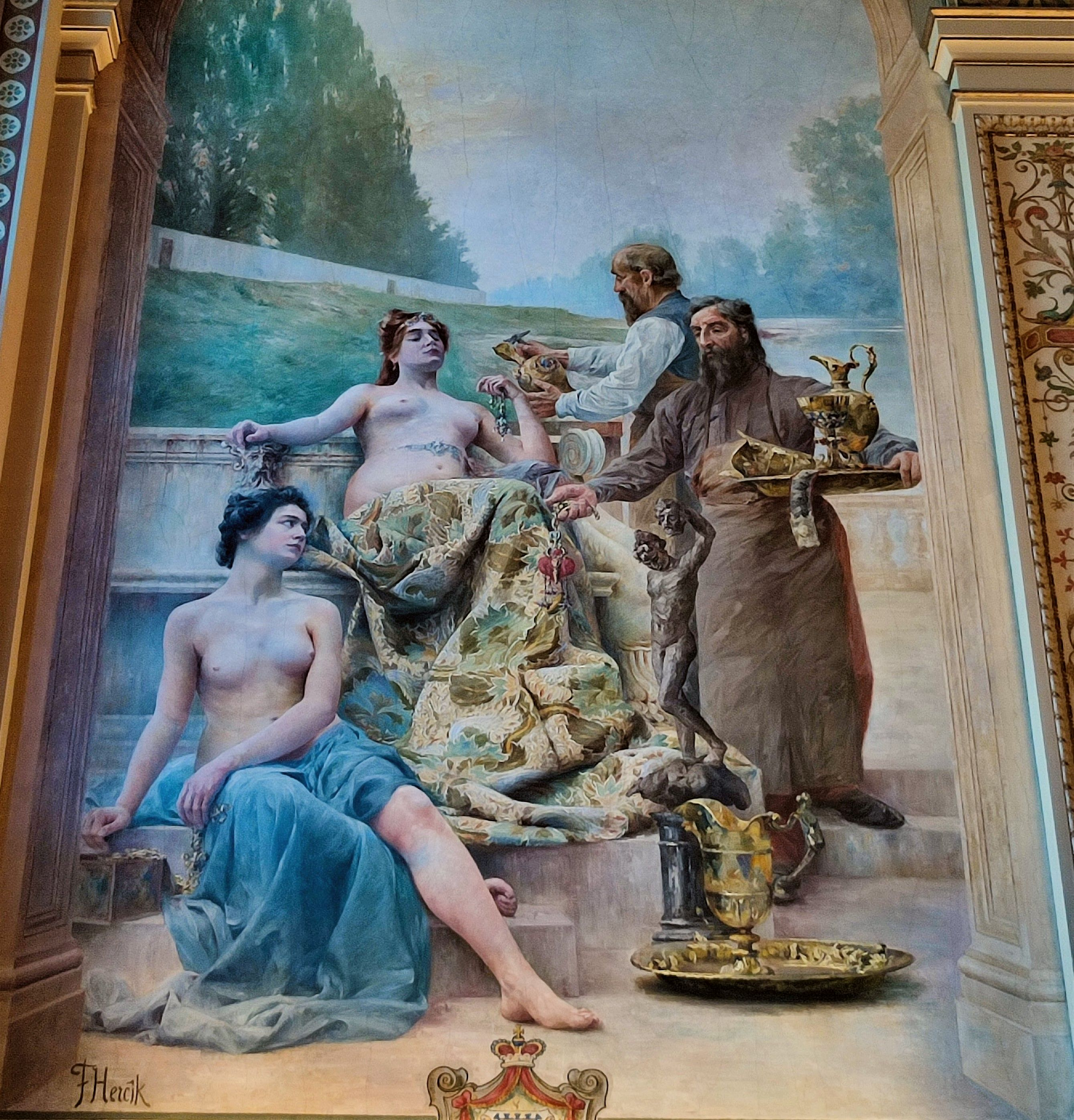
Alegorie zlatnického umění
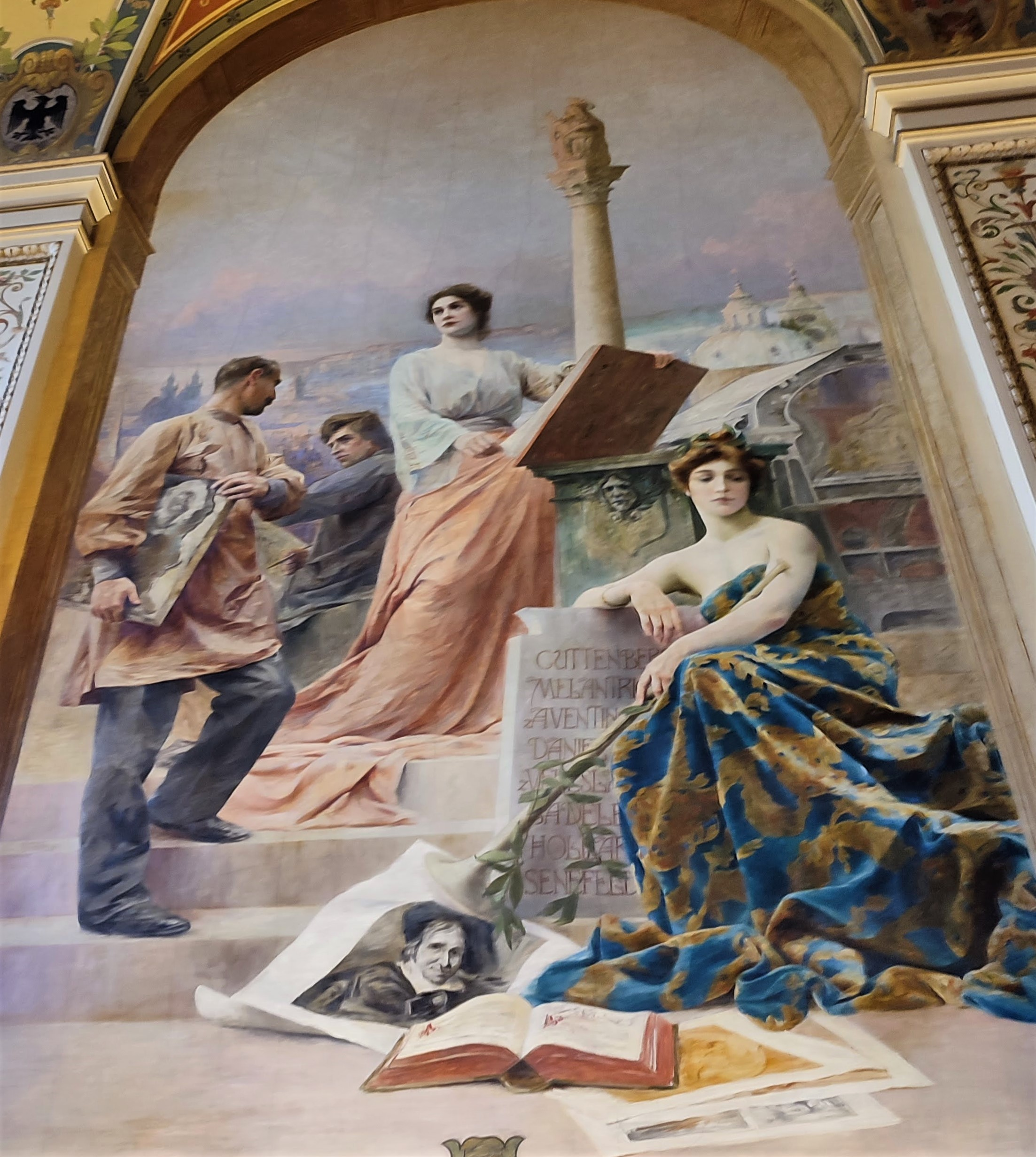
Alegorie grafického umění
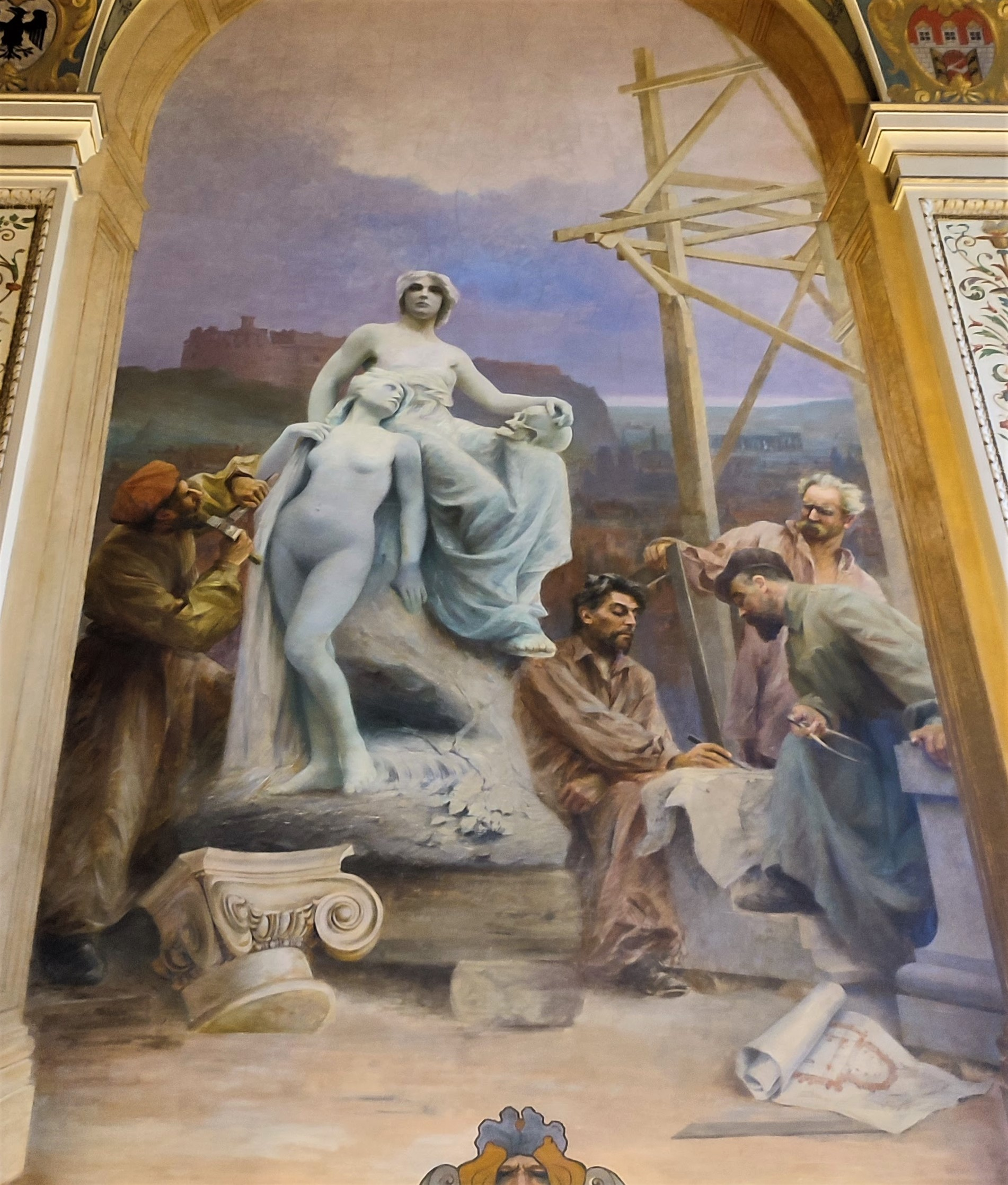
Alegorie sochařského umění
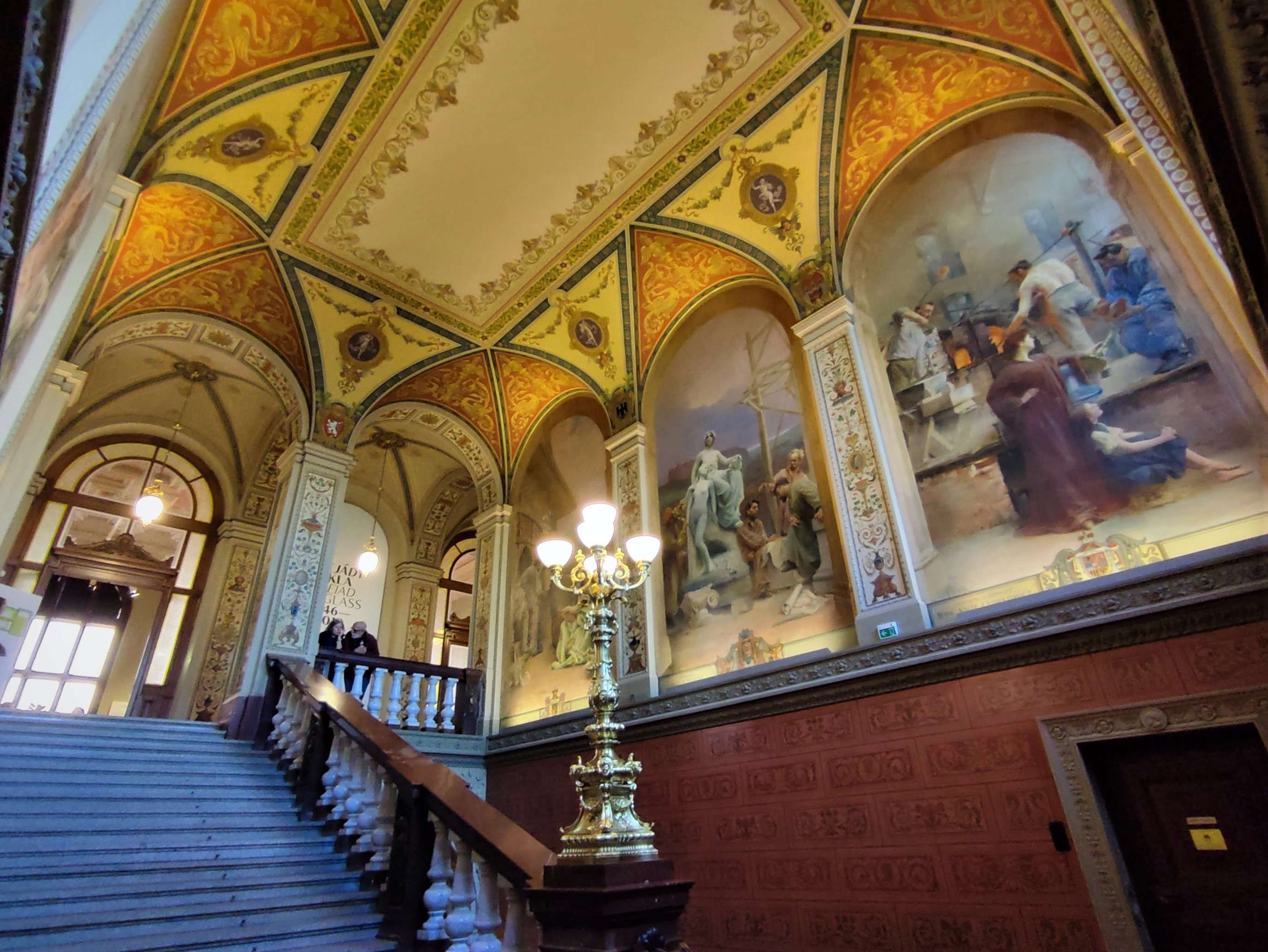
Schodiště Uměleckoprůmyslového musea v Praze

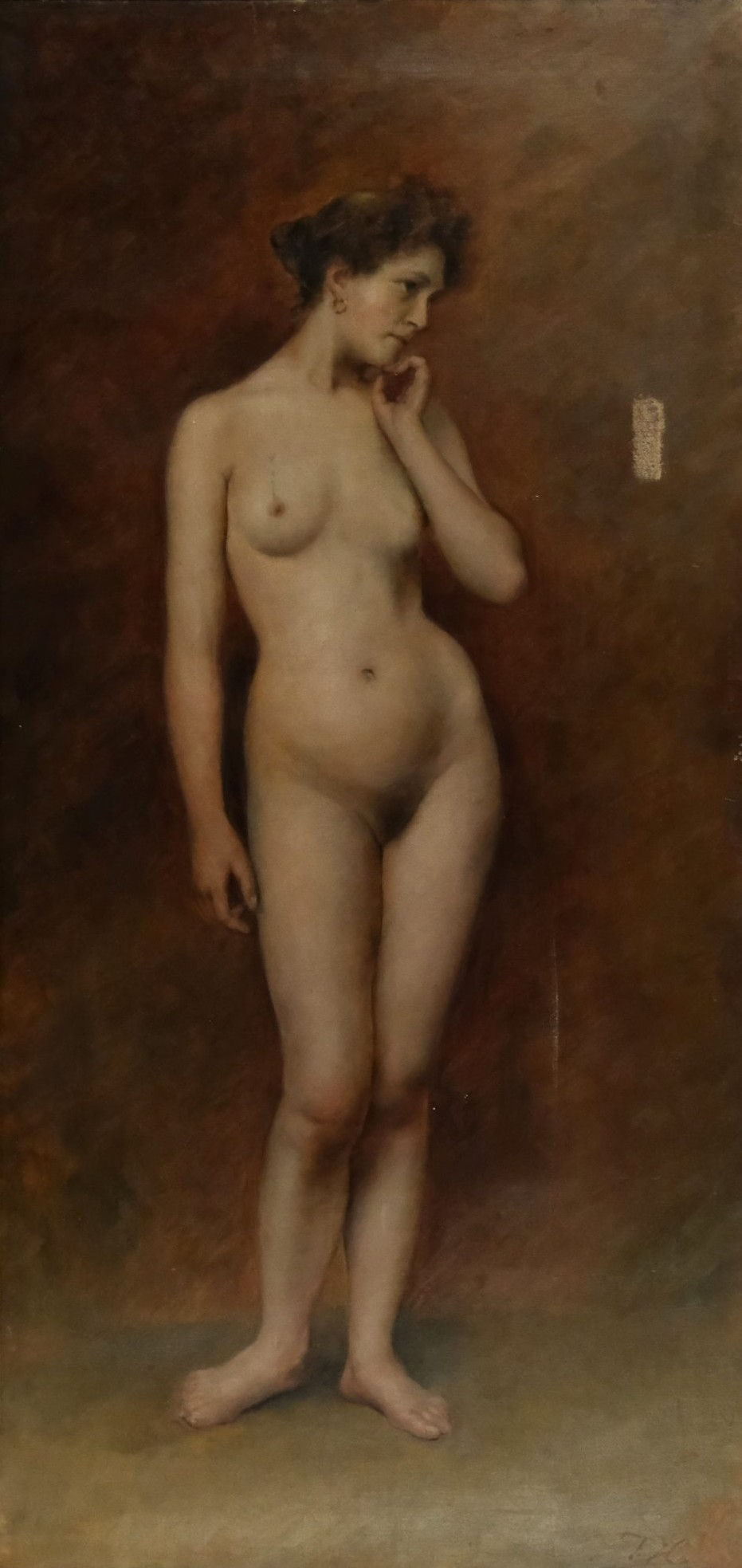
Stojící akt (Olej na plátně)
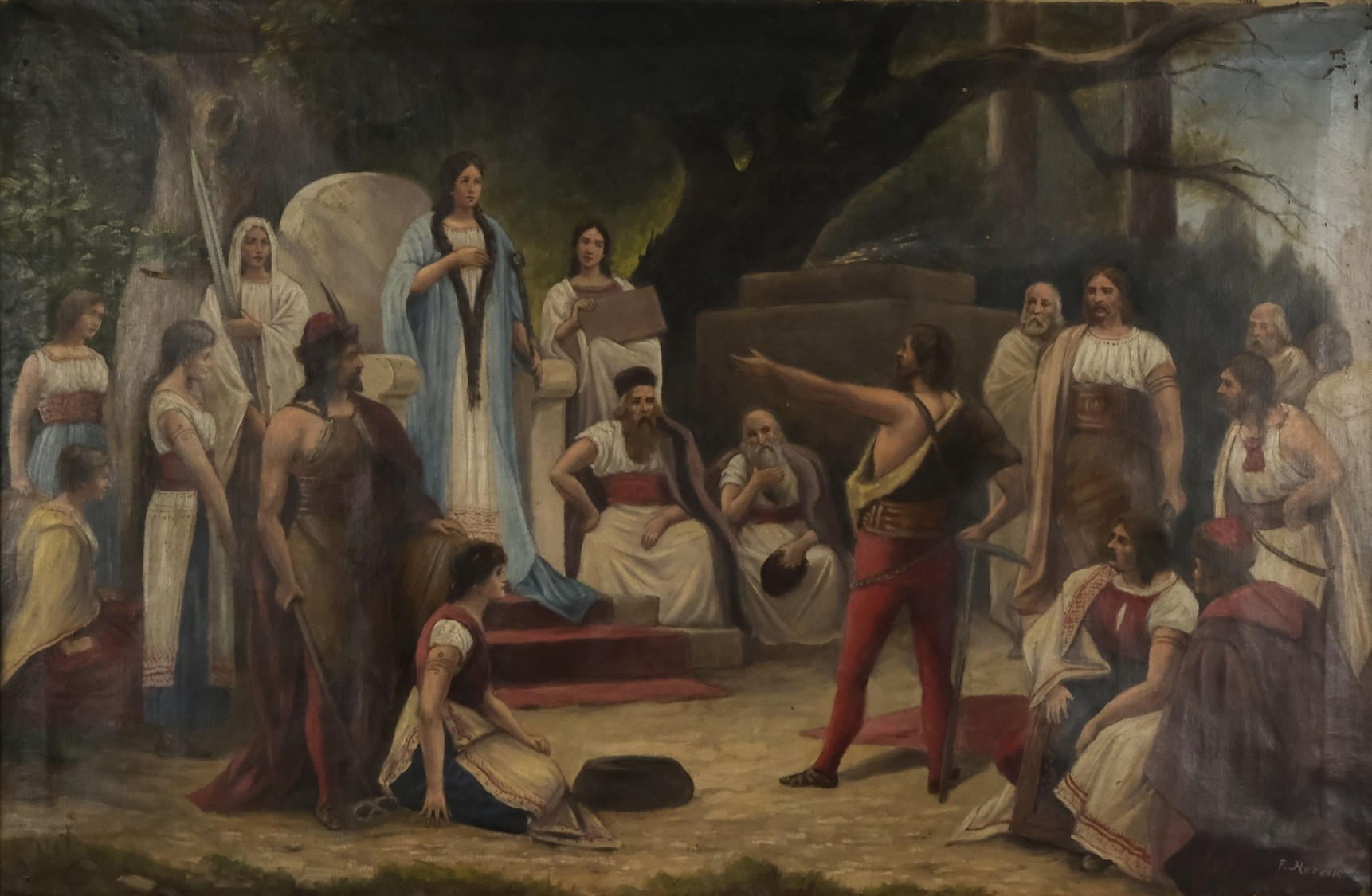
Libuše - historický výjev (Olej na plátně)
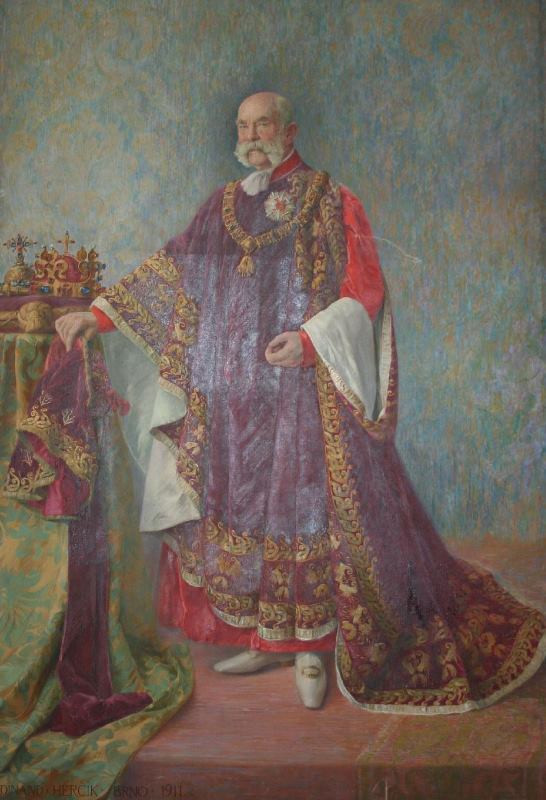
František Josef 1. (olej na plátně) datace 1911 (Moravská galerie v Brně)
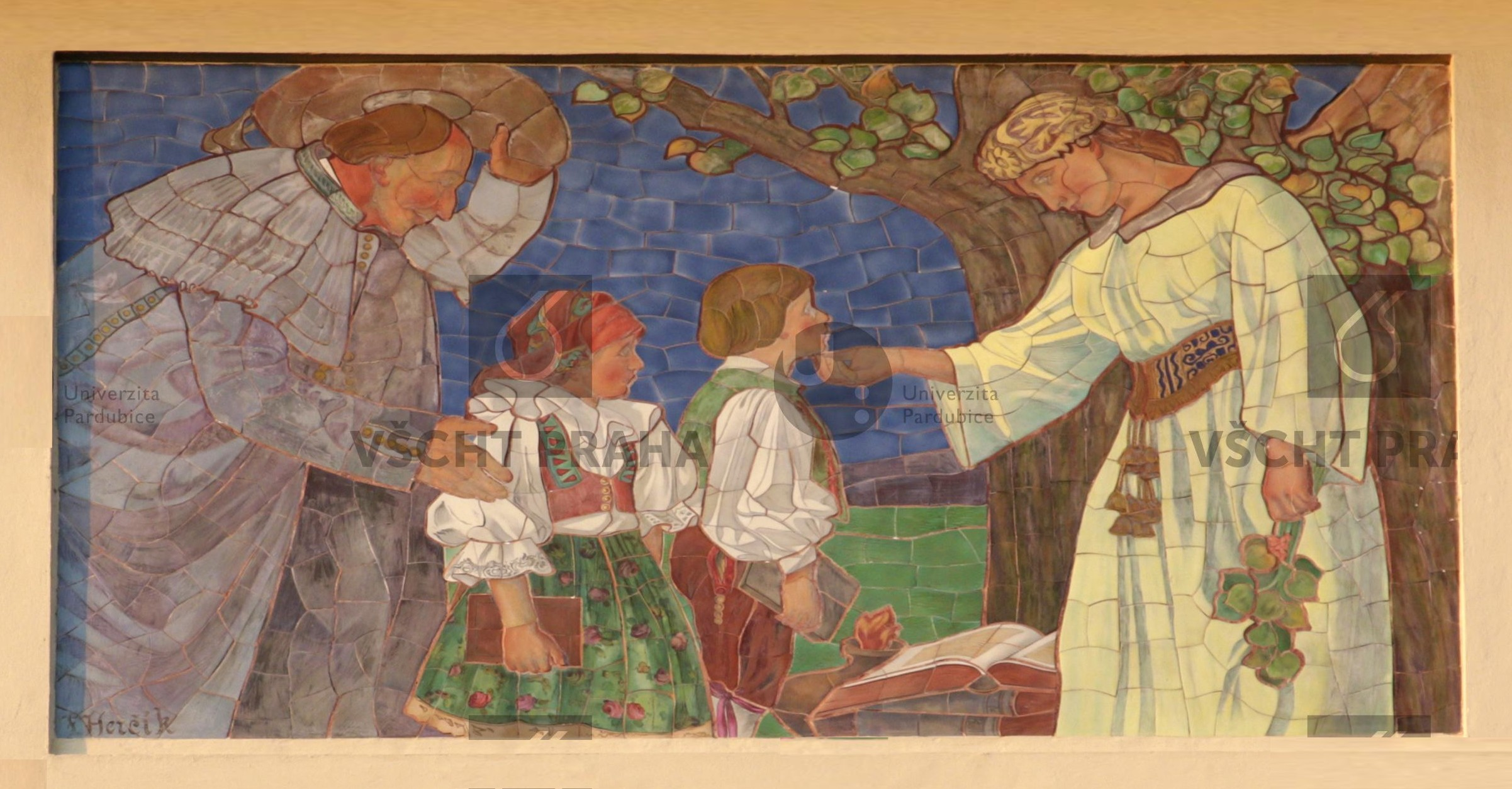
Lidový motiv, výzdoba průčelí školy v Prostějově (glazovaná keramika) datace 1910 Realizace RAKO